# Oaxaca (staat)
Oaxaca (Zapoteeks: Lulá, Mixteeks: Nunduva, Nahuatl: Huaxyacac, Triqui: Yacuej) is de op vijf na grootste staat van Mexico. Oaxaca ligt in het zuiden van Mexico en grenst aan Guerrero, Puebla, Veracruz en Chiapas. De Grote Oceaan ligt ten zuiden van Oaxaca. Oaxaca heeft een oppervlakte van 95.364 km² en telt 3.597.700 inwoners (2003). De hoofdstad van de staat is Oaxaca de Juárez. Oaxaca is over het algemeen bergachtig; het ligt in het Sierra Madre del Sur-gebergte.

## Bevolking
De bevolking bestaat voor een groot gedeelte uit inheemse bevolking, die tot zestien verschillende etnische groepen gerekend worden. Getalsmatig de belangrijkste groepen zijn de Zapoteken, de Mixteken en de Mazateken. Verreweg de grootste stad van de staat is de hoofdplaats Oaxaca de Juárez, de grootste andere plaatsen zijn San Juan Bautista Tuxtepec, Salina Cruz en Juchitán de Zaragoza. Bekend als Zapoteeks centrum is verder de plaats Santo Domingo Tehuantepec.

## Geschiedenis
Voordat het gebied in 1436 door de Azteken werd veroverd, was Oaxaca het centrum van onder andere de Zapoteekse, Mixteekse en Mixe-Zoque beschavingen. Bekende archeologische vindplaatsen zijn Monte Albán en Mitla. De Azteken noemden het gebied Huaxyacac ("plaats van de guajebomen"), waar de naam Oaxaca van is afgeleid. De Spanjaarden onderwierpen het gebied in 1521, en stichtten Segura de la Frontera op de plaats waar zich tegenwoordig Oaxaca de Juárez bevindt.
In 2006 brak in Oaxaca een volksopstand uit na een lerarenstaking in de hoofdstad. De opstand was gericht tegen de gouverneur Ulises Ruiz en werd geleid door de Volksassemblee van de Volkeren van Oaxaca (APPO). In december 2006 werd de APPO verslagen door de federale politie, maar de situatie blijft gespannen.

## Gebouwen
In de staat is veel werk (onder andere scholen, toeristenoorden en een tot hotel omgebouwd klooster) van architecte Tonny Zwollo te vinden.

## Gemeenten
Oaxaca bestaat uit 570 gemeenten, zie lijst van gemeenten van Oaxaca.